# German rex

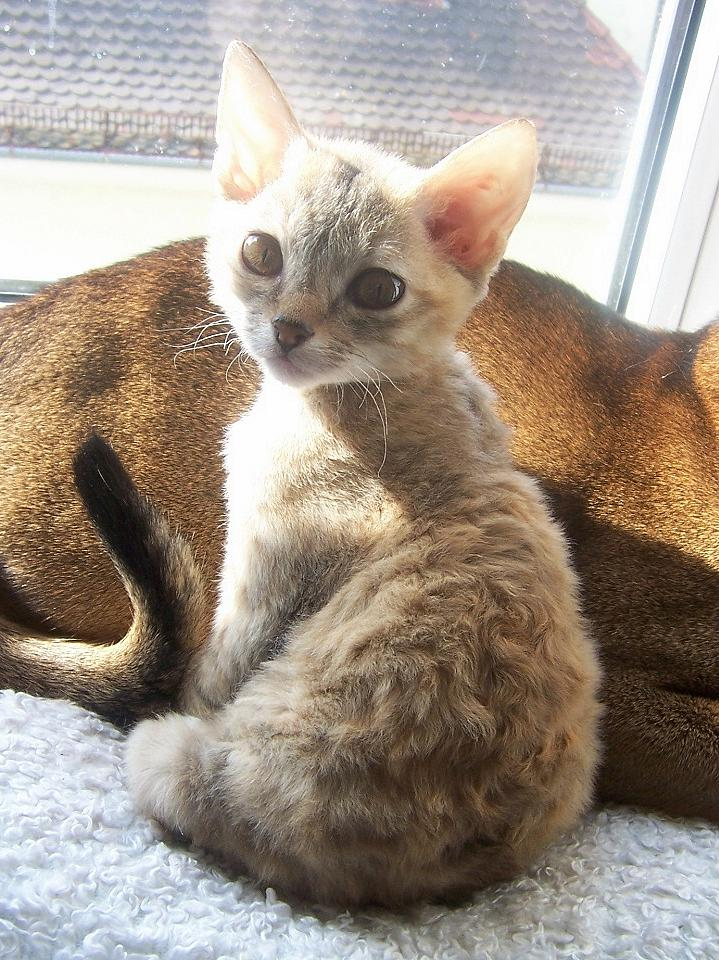
Schildpad gespikkelde cyper kitten

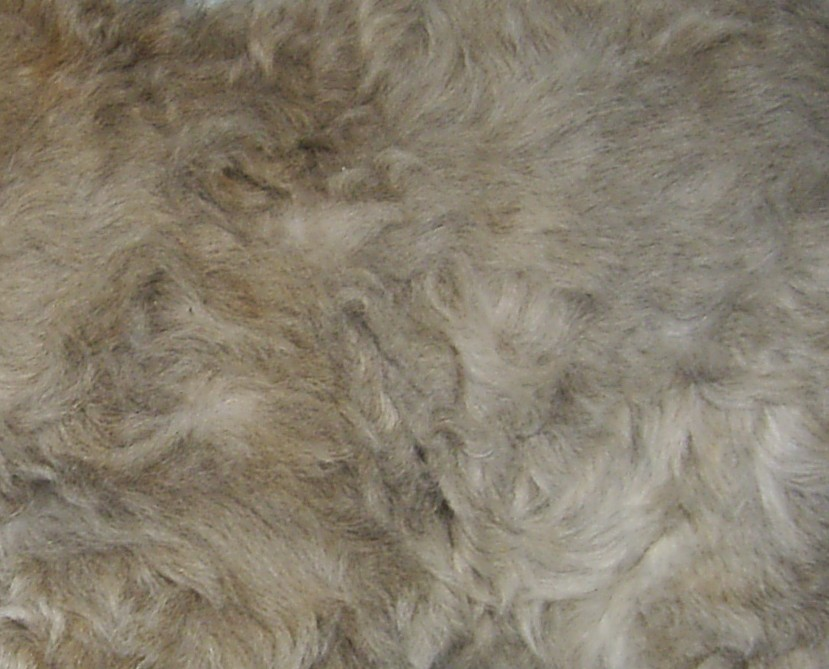
Detail vachtstructuur

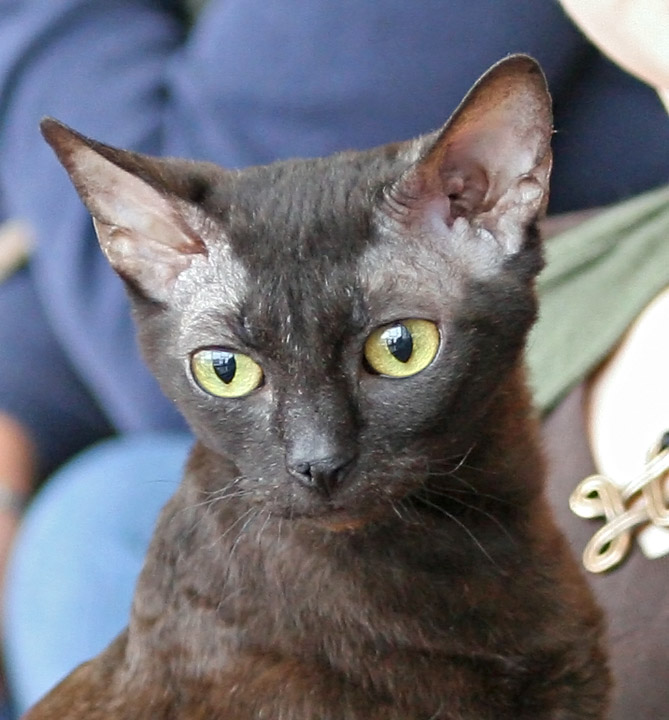
Detail kop van een effen-chocolade poes

De German Rex is een kattenras dat is ontstaan in Duitsland. Het is een kat met het type van de Europese korthaar. Het bijzondere is echter dat katten van dit ras een gekrulde of gegolfde vacht hebben.

## Geschiedenis
De allereerste bekende German Rex was de blauwe kater Munk. Munk was geboren in 1930 in Köningsberg, Oost Pruisen. Zijn moeder was een tabaksbruine Angora en zijn vader een Blauwe Rus.
De stammoeder van alle huidige German Rexen is de poes Lämmchen. Lämmchen was een zwarte poes, waarschijnlijk geboren in 1946. Vanaf 1947 zwierf zij rond bij het Hufeland-ziekenhuis in Berlijn, achtergelaten door een verpleegster uit Köningsberg die in het ziekenhuis had gewerkt. In 1951 werd zij opgemerkt door dr. Rose Scheuer-Karpin, die haar in haar huis opnam. Lämmchen heeft veel nakomelingen gehad. Vanaf 1960 kwam er ook belangstelling vanuit het buitenland voor de Duitse gekrulde katten en een aantal van Lämmchens nakomelingen ging naar Frankrijk en naar de Verenigde Staten. Haar laatste kitten, Cleopatra, werd geboren in 1964.
Met de German Rex is altijd op zeer kleine schaal gefokt. Dit in tegenstelling tot de Engelse Cornish Rex en Devon Rex. 
Eind jaren 90 van de 20e eeuw was de German Rex bijna uitgestorven. In het jaar 2000 heeft een aantal Duitse kattenfokkers een succesvol fokprogramma opgezet met de laatste exemplaren van dit ras. 
Tegenwoordig wordt nog steeds door de fokkers uitgekruist. Aangezien het aantal German Rexen nog klein is, is uitkruisen noodzakelijk om inteelt te vermijden en de gezondheid te waarborgen. Voor het uitkruisen worden voornamelijk Europese korthaar katten gebruikt. De kittens uit deze kruisingen hebben een normale gladharige vacht, wanneer deze hybriden verpaart worden met een German Rex worden er weer gekrulde kittens geboren.

## Nederland
In 2005 kwamen de eerste German Rexen naar Nederland. Er werden in dat jaar twee poezen geïmporteerd vanuit Duitsland. In de daarop volgende jaren kwamen er nog een aantal German Rexen en hybriden en wordt dit ras nu ook in Nederland - op kleine schaal - gefokt. De Nederlandse fokkers hebben zich tot doel gesteld om hier een nieuwe bloedlijn op te bouwen om zo een bijdrage aan het behoud van dit ras te leveren. 

## Vacht en type

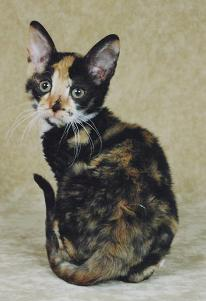
Zwart schildpad met wit poesje

De vacht van de German Rex is kort en gekruld of gegolfd en bestaat uit kroonharen en donsharen, de normale dekharen ontbreken. De vacht voelt extreem zacht aan en verhaart nauwelijks. Dit is het gevolg van een recessief verervende genetische mutatie. Ook de wimpers en snorharen zijn gekruld. Alle vachtkleuren zijn toegestaan.
Het type van de German Rex mag op geen enkel gebied extreem zijn. De kat is van gemiddelde grootte. De kopvorm is vrij rond, de neuslijn vertoont een lichte welving en de oren zijn gemiddeld van grootte.

## Karakter
Het karakter van de German Rex is aanhankelijk en mensgericht. German Rexen zijn zeer verdraagzaam tegenover andere katten, honden en kinderen.